# Freeman-Code
Der Freeman-Code (auch Kettencode oder Chain-Code) ist die pixelweise Kodierung einer Kontur oder Linie durch die Angabe, in welcher Richtung das nächste Pixel liegt.  Er ist nach seinem Erfinder Herbert Freeman benannt. Eingesetzt wird der Freeman-Code zum Beispiel für die Erkennung von Handschriften, zum Beispiel in Zusammenhang mit OCR-Technologien.
Für die Definition des Codes existieren unterschiedliche Varianten.

## Von der aktuellen Position ausgehend
Hierbei wird ausgehend von der aktuellen Position den Richtungen Ost, Nordost, Nord etc. ein Wert von 0 bis 7 zugeordnet:
```
 3  2  1 

 4  *  0 

 5  6  7
```

## Mit zentralem Pixel
Das aktuelle Pixel wird auf 0 gesetzt, wobei dann die Richtungen durch die Zahlen 1 bis 8 durch folgende Matrix bestimmt sind:
```
 4  3  2 

 5  0  1 

 6  7  8
```